# بخش مرکزی شهرستان استهبان
بخش مرکزی شهرستان استهبان یکی از بخش‌های شهرستان استهبان در استان فارس ایران است.

## تقسیمات کشوری
- بخش مرکزی شهرستان استهبان
  - دهستان ایج
- شهرها: استهبان و ایج.

## جمعیت
بنابر سرشماری مرکز آمار ایران، جمعیت بخش مرکزی شهرستان استهبان در سال ۱۳۸۵ برابر با ۴۵۰۵۱ نفر بوده است.